# なりやまず
『なりやまず』は、ヒカシューの16枚目のアルバム。2020年12月23日にMAKIGAMI RECORDSより発売。
転々、転転々とは違い曲だけでなく、詩も即興である(#1,2,3を除く)。ジャケットは、タリン旧市街入口のヴィル門で撮ったメンバーの写真。

## 収録曲
全作詩:巻上公一
1. なりやまず(Eternal Echos)
  - 作曲:巻上公一
  - 日本に帰ってから録音された曲。
2. 千羽鶴のダンス(1000 Kurge Dance)
  - 作曲:巻上公一、坂出雅海
  - エストニアでの録音をシークエンサーで再構成した曲。
3. モールメイラ(苦い)(Maul Meira(Bitter))
  - 作曲:巻上公一
  - STAR PINE'S CAFEでのライブ音源。
4. あらゆる知恵から(All the Wisdom)
  - 作曲:ヒカシュー
5. 黒いパンの甘さたるや(How Sweet It Is, Muhu Pagarid)
  - 作曲:ヒカシュー
6. もいちど会いたい(Wish Meeting You Again)
  - 作曲:ヒカシュー
7. どこまでも途中(Perpetually on the Way)
  - 作曲:ヒカシュー

## 演奏
- 巻上公一 -ボーカル、テルミン、コルネット、尺八、口琴
- 三田超人 -ギター、エスニックフルート
- 坂出雅海 -エレクトリックベース
- 清水一登 -ピアノ、シンセサイザー
- 佐藤正治 -ドラムス